# Наполеони, Стефано
Стефано Наполеони (итал. Stefano Napoleoni; 26 июня 1986, Рим, Италия) — итальянский футболист, нападающий.

## Биография
Начал карьеру в клубе «Тор ди Кинто», который выступал в молодёжном любительском чемпионате. В 2006 году перешёл в польский клуб, «Видзев», стал первым футболистом из Италии в Польше. Дебютировал 14 октября 2006 года в матче против «Гурника» Ленчна, «Видзев» тогда выиграл (5:1), в той игре Стефано отметился первым голом.
В январе 2009 года подписал трехлетний контракт с греческим «Левадиакосом». Зимой 2013 перешёл в афинский «Атромитос». 1 февраля 2016 года стал игроком турецкого клуба «Истанбул Башакшехир». В чемпионате Турции дебютировал спустя две недели, в мачте против «Бешикташа» (2:2).